# Prix Aby-Warburg

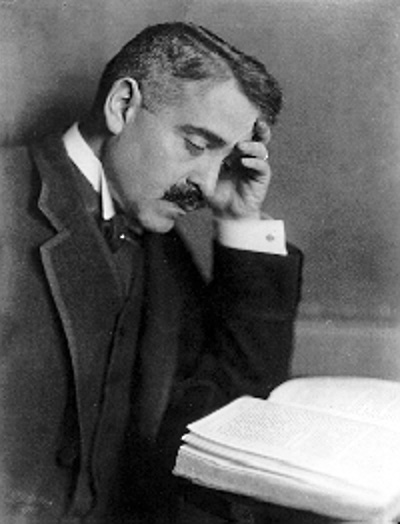
Aby Warburg vers 1900.

Le prix Aby-Warburg (en allemand : Aby-Warburg-Preis ; jusqu'en 2012 : Aby-M.-Warburg-Preis) est une récompense en sciences humaines et sociales attribuée tous les quatre ans par la ville de Hambourg.

## Prix
Le prix a été fondé en 1979 par le Sénat de la ville libre et hanséatique de Hambourg (de). Destiné à récompenser les auteurs d'une contribution exceptionnelle aux sciences humaines et sociales, il porte le nom d'Aby Warburg, historien de l'art natif de la ville. Décerné tous les quatre ans depuis 1980, il est doté de 25 000 euros (depuis 2016 ; 10 000 euros auparavant). Le prix d'encouragement Aby-Warburg (Aby-Warburg-Förderpreis), bourse de 10 000 euros (5 000 euros avant 2016) dévolue aux jeunes chercheurs, est attribué en même temps.
Le prix est distinct du prix scientifique de la fondation Aby-Warburg et du prix Eric-M.-Warburg. 

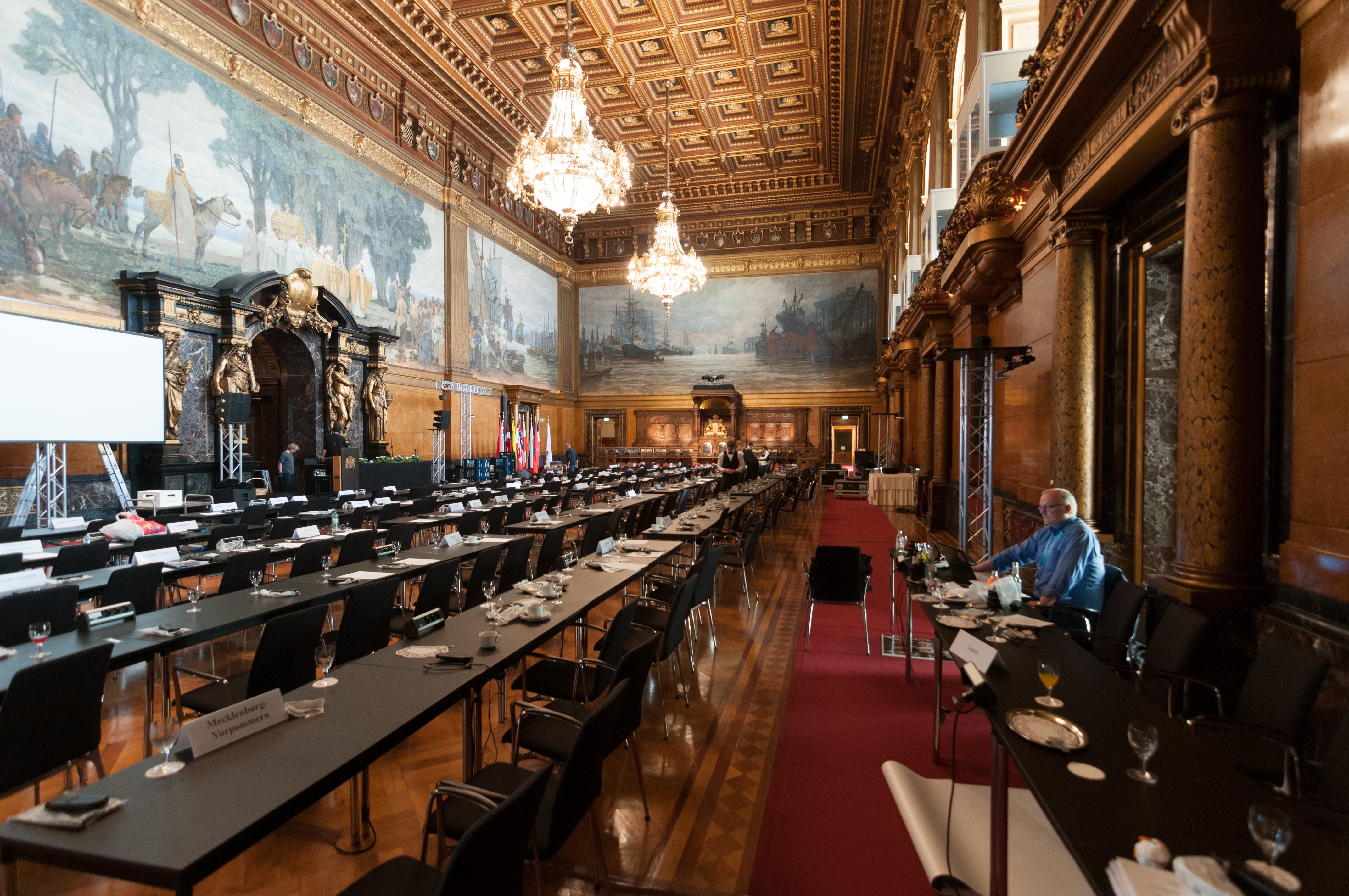
Salle des fêtes de l'hôtel de ville de Hambourg, lieu de la remise du prix.

## Lauréats

### XXesiècle
- 1980 : Jan Białostocki, historien de l'art
- 1984 : Meyer Schapiro, historien de l'art
- 1988 : Michael Baxandall, historien de l'art
- 1992 : Carlo Ginzburg, historien
- 1996 : Claude Lévi-Strauss, anthropologue et ethnologue
- 2000 : Natalie Zemon Davis, historienne[2]

### XXIesiècle
- 2004 : Horst Bredekamp, historien de l'art (prix d'encouragement : Burcu Dogramaci (de))[3]
- 2008 : Werner Hofmann, historien de l'art (prix d'encouragement : Marion Lauschke et Isabella Woldt)[4]
- 2012 : Martin Warnke, historien de l'art (prix d'encouragement : Thomas Hensel et Hendrik Ziegler (de))[1]
- 2016 : Sigrid Weigel, théoricienne de la littérature (prix d'encouragement : Mirjam Brusius)[5],[6]
- 2020 : Georges Didi-Huberman, historien de l'art[7] (prix d'encouragement : Kathrin Rottmann[8])[9],[10]
- 2024 : Eva Illouz, sociologue[11] (prix d'encouragement : Hans Christian Hönes)[2]